# Austropandalus
Austropandalus is een geslacht van kreeftachtigen uit de klasse van de Malacostraca (hogere kreeftachtigen).

## Soort
- Austropandalus grayi (Cunningham, 1871)